# Plaza Hollywood
Plaza Hollywood (荷里活廣場) es un complejo de apartamentos y un centro comercial compuesto por cinco torres idénticas llamadas Galaxia Block o Galaxia Towers de 158 metros de altura sita en Hong Kong, China. El conjunto consta de un total de 1 684 alojamientos.
El complejo ha sido concebido por la firma de arquitectura Wong Tung y la firma estadounidense Brennan Beer Gorman que ha realizado el centro comercial.
El promotor del conjunto del programa es la sociedad Wharf Holdings.
El constructor es la sociedad Chevalier Group.